# Высоково (Кимрский район)
Высоково — деревня в Кимрском районе Тверской области Российской Федерации, в составе Неклюдовского сельского поселения.

## История
В 1878 году носила название Высочка.
В 1852 году жители её считались государственными крестьянами. В 1887 году деревня находилась в составе Суворовской волости Корчевского уезда, стояла на берегу реки Медведица, имела 2 посада, 22 колодца. Дети учились в д. Ново-Ивановское. В деревне 41 двор с 125 мужчинами и 126 женщинами, 1 молочная лавка, 1 торговец мелочью из сундука. Промысел плотничий.

## Население
| 2010 |
| ---- |
| 7    |